# Platyarthrus kosswigii
Platyarthrus kosswigii är en kräftdjursart som beskrevs av Karl Wilhelm Verhoeff1949. Platyarthrus kosswigii ingår i släktet Platyarthrus och familjen myrbogråsuggor. Inga underarter finns listade i Catalogue of Life.